# دقيقة طينية نقية أحادية الخلية
دقيقة طينية نقية أحادية الخلية (الاسم العلمي: Pelomonas puraquae) هي نوع من البكتيريا، سلبية الغرام، تتبع جنس الدقائق طينية أحادية الخلية.